# 瀬南村
瀬南村（せなみむら）は奈良県北西部、北葛城郡に属していた村。現在の広陵町南部にあたる。

## 歴史
- 1889年（明治22年）4月1日 - 町村制の施行により、広瀬郡瀬南村が発足。
- 1897年（明治30年）4月1日 - 所属郡を北葛城郡に変更。
- 1955年（昭和30年）4月15日 - 馬見町、百済村と合併して広陵町が発足。同日瀬南村廃止。

## 交通
- 鉄道路線も国道も通っていなかった。

### 主要地方道
- 枚方大和高田線